# ريتشارد بيج (مغني)
ريتشارد بيج (بالإنجليزية: Richard Page)‏ هو عازف قيثارة ومغني وكاتب أغاني أمريكي، ولد في 16 مايو 1953 في كيوكوك في الولايات المتحدة.

## وصلات خارجية
- الموقع الرسمي
- ريتشارد بيج على موقع ميوزك برينز (الإنجليزية)
- ريتشارد بيج على موقع أول ميوزيك (الإنجليزية)
- ريتشارد بيج على موقع ديسكوغز (الإنجليزية)
- ريتشارد بيج على موقع ديسكوغز (الإنجليزية)